# Watchbox
Watchbox war ein deutsches Video-on-Demand-Angebot, das im Juli 2017 von RTL interactive als Nachfolger des ehemaligen Videoportals Clipfish gestartet wurde. Vom 29. März 2019 bis August 2023 war Watchbox nur noch als „Sender“ beziehungsweise als Kategorie bei RTL+ erhältlich, blieb jedoch weiterhin kostenlos.
Das Angebot von Watchbox war online sowie über die Watchbox-Apps für Android, iOS und Windows 10 verfügbar. Via Chromecast, Amazon Fire TV, Xbox One, LG Smart World oder Apple TV (4. Generation) ließen sich alle Videos auf dem Fernseher abrufen. Zudem betrieb das Portal HbbTV-Kanäle, die mittels rotem Knopf über das Fernsehprogramm der Sender RTL, VOX und Nitro kostenfrei auf HbbTV-fähigen Smart-TV-Geräten empfangen werden konnten.